# Ivan Bilský
Ivan Bilský (16. července 1955 – 22. ledna 2016) byl slovenský fotbalista, útočník a záložník, reprezentant Československa.

## Fotbalová kariéra
V lize odehrál 180 utkání a dal 23 gólů. Hrál za AC Nitra (1973–1974), Duklu Praha (1974–1980) a Duklu Banská Bystrica (1980–1982). Ve druhé nejvyšší soutěži hrál i za TTS Trenčín. S Duklou Praha získal dvakrát mistrovský titul (1977, 1979). Vítěz slovenského a finalista československého poháru 1981. V Poháru mistrů evropských zemí nastoupil ve 3 utkáních a v Poháru UEFA v 8 utkáních. Za československou reprezentaci odehrál v letech 1977–1978 osm utkání, třikrát startoval i v reprezentačním B mužstvu a šestkrát v reprezentaci do 21 let (dal zde 1 gól).

## Ligová bilance
| Ročník                                      | Zápasy | Góly | Klub                  |
| ------------------------------------------- | ------ | ---- | --------------------- |
| 1. československá fotbalová liga 1974/75    | 2      | 1    | AC Nitra              |
| 1. československá fotbalová liga 1974/75    | 20     | 4    | Dukla Praha           |
| 1. československá fotbalová liga 1975/76    | 27     | 0    | Dukla Praha           |
| 1. československá fotbalová liga 1976/77    | 25     | 5    | Dukla Praha           |
| 1. československá fotbalová liga 1977/78    | 30     | 9    | Dukla Praha           |
| 1. československá fotbalová liga 1978/79    | 23     | 3    | Dukla Praha           |
| 1. československá fotbalová liga 1979/80    | 6      | 0    | Dukla Praha           |
| 1. československá fotbalová liga 1980/81    | 24     | 1    | Dukla Banská Bystrica |
| 1. československá fotbalová liga 1981/82    | 23     | 0    | Dukla Banská Bystrica |
| 1. slovenská národní fotbalová liga 1982/83 | 26     | 5    | TTS Trenčín           |
| 1. slovenská národní fotbalová liga 1983/84 | 30     | 2    | TTS Trenčín           |
| 1. slovenská národní fotbalová liga 1984/85 | 24     | 2    | TTS Trenčín           |
| CELKEM 1. liga                              | 180    | 23   |                       |